# Saxifraga x alejandrae
Saxifraga x alejandrae es una planta herbácea de la familia de las saxifragáceas.
Es un híbrido compuesto por las especies Saxifraga cuneata y Saxifraga pentadactylis.

## Taxonomía
Saxifraga x alejandrae fue descrita por P.Vargas y publicado en Anales Jard. Bot. Madrid 47: 282 1989 publ. 1990.
Etimología
Saxifraga: nombre genérico que viene del latín saxum, ("piedra") y frangere, ("romper, quebrar"). Estas plantas se llaman así por su capacidad, según los antiguos, de romper las piedras con sus fuertes raíces. Así lo afirmaba Plinio, por ejemplo.
alejandrae: epíteto